# The Exmo Stars
The Exmo Stars, aanvankelijk Ex-Cosmo Stars, was een in Nederland gevestigde Surinaamse muziekgroep.
De groep ontstond tijdens een bezoek van The Cosmo Stars aan Nederland. Enkele leden bleven toen en richtten samen The Ex-Cosmo Stars op, die ze later hernoemden naar The Exmo Stars. Onder hen bevonden zich Ernie Seedo (Boogie), Onkel Seedo, en Errol Burger. Vanuit Caribbean Combo kwam Ramon van Laparra over en daarnaast sloot zich de saxofonist Carlo Jones aan.
Ze groeiden uit tot een van de populairste kasekogroepen. Hun muziekstijl was een mix tussen kawina en kaseko. Ette Pette was een van de grootste hits. Andere successen waren bijvoorbeeld Bala njuma, Langa neki en Bala noleja. Ze varieerden ook met andere stijlen, zoals in hun hit Bush bush (1982) dat tegen reggae en soul aan ligt.